# Concepcion (Romblon)
Pour les articles homonymes, voir Concepcion.
Concepcion est une localité de la province de Romblon, aux Philippines. En 2015, elle compte 4 037 habitants.